# Orimarga varuna
Orimarga varuna är en tvåvingeart som beskrevs av Alexander 1966. Orimarga varuna ingår i släktet Orimarga och familjen småharkrankar. Inga underarter finns listade i Catalogue of Life.